# Matt Catingub
Matt Catingub (* 25. März 1961 in Los Angeles) ist ein US-amerikanischer Jazzmusiker (Saxophon, Piano, Arrangement, Komposition) und Bigband-Leader.

## Leben und Wirken
Catingub, der Sohn der Sängerin Mavis Rivers, erhielt früh eine musikalische Ausbildung; mit sieben Jahren begann er Klavier zu spielen, mit elf Jahren Klarinette, mit 16 Jahren lernte er Arrangieren und Komponieren und wechselte ein Jahr später zum Altsaxophon. Catingub spielte nicht nur mit der California All-Star High School Jazz Band beim Monterey Jazz Festival, sondern komponierte auch eine Suite, die dort aufgeführt wurde. Mit 17 Jahren arbeitete er erstmals bei Louie Bellson, eine Verbindung, die jahrelang bestand. Er spielte 1980 mit Kenny Burrell (Heritage) und gründete seine erste eigene Bigband.
In den folgenden Jahren leitete Catingub die Band, die seine Mutter begleitete, und tourte mit der Toshiko Akiyoshi-Lew Tabackin Big Band durch die USA. Er verantwortete als Orchesterleiter vier Big-Band-Alben für die Label Sea Breeze und Reference sowie eine George-Gershwin-Hommage für Concord Records. Darüber hinaus war er als freiberuflicher Arrangeur tätig, oft für Popsänger (darunter Jack Jones (Music of the Night) und Toni Tennille (Never Let Me Go)). Catingubs Sinn für Humor (und sein Engagement für soliden Swing) sind in seinen Stücken wie „I'm Getting Cement All Over Ewe“, „Blues and the Abscessed Tooth“ und „Sciatica Stomp“ zu hören.
In den 2000er-Jahren leitete Catingub die Band Big Kahuna and The Copa Cat Pack, mit der Alben wie Hawaiian Swing und Shake Those Hula Hips! entstanden. 2022 nahm er From Samoa to Sinatra: Dedicated to and Featuring Mavis Rivers auf. Im Bereich des Jazz war er laut Tom Lord zwischen 1979 und 2021 an 47 Aufnahmesessions beteiligt, u. a. auch mit der Buddy Childers Big Band, Charles Rutherford’s Jazz Pacific Orchestra, Michael Feinstein, Rosemary Clooney, Ann Hampton Callaway und Jens Lindemann & The Canadian All-Star JazzPops Orchestra.
Laut Scott Yanow gilt Catingub als talentierter Saxophonist, der die meisten Instrumente spielen und in einer Vielzahl von Stilen arrangieren kann. Dennoch habe er bislang nicht die Anerkennung erhalten, die ihm für seine Fähigkeiten gebühre.

## Diskographische Hinweise
- Matt Catingub Big Band Featuring Mavis Rivers: My Mommy and Me (Sea Breeze, 1983)
- Hi-Tech Big Band (Sea Breeze, 1984)
- Your Friendly Neighborhood Big Band (Reference, 1984)
- Matt Catingub & The New Zealand Youth Jazz Orchestra: In The Land Of The Long White Cloud (1988)
- I'm Getting Cement All Over Ewe (Sea Breeze, 1992)
- Gershwin 100 (Concord, 1997) u. a. mit Wayne Bergeron, Andy Martin, Gary Foster, Sal Lozano, Don Shelton, Rosemary Clooney, Michael Feinstein, John Pizzarelli